# Hadena rodora
Hadena rodora là một loài bướm đêm trong họ Noctuidae.